# D'ERLANGER
日本摇滚乐队。活动时期为1983年～1990年及2007年至今。

## 历史
80年代末90年代初，日本涌现大量深受欧美重金屬樂和华丽摇滚影响的乐队。他们大多造型浮夸，舞台表现出格，音乐风格以金属、摇滚、朋克为主。BUCK-TICK、X JAPAN、D'ERLANGER、DEAD END等便是其中翘楚。后来该风格被X JAPAN的吉他手hide定义为视觉系摇滚。上述乐队可以说是奠定了视觉系乐队的基石，因而虽然在他们出道时还没有“视觉系”这一概念，还是常被冠以视觉系乐队鼻祖的称呼。视觉系一词本身很难用于定义一种音乐类型，将其作为一种表现形式或是文化来理解也许更为合适。
1983年，D'ERLANGER由吉他手CIPHER和贝斯手SEELA在京都结成。地下乐队时代的专辑《玫瑰人生》（《LA VIE EN ROSE》）便取得了5万张的惊人销量，在当时实属罕见。
1990年，携地下时期累计的大量人气，签约BMG VICTOR 制作正式出道。当时被众多音乐杂志盛誉，“绝非等闲之辈，必将一鸣惊人”、“如果1989年是X JAPAN年的话，那么1990年就将是D'ERLANGER年”。出道单曲《DARLIN'》首次在日本公信榜登场便获得了第九位的好成绩，2个月后第二张专辑《蛇怪》（《BASILISK》）也获得日本公信榜第五的佳绩。在这以后，演出观众人数和演出场馆大小也不断刷新，作为一支新人乐队可谓渐入佳境。
然而出道不足10个月，于1990年11月19日突然解散，12月24日发表解散。解散前已决定的国立代代木演唱会也化为白纸。
官方发表的解散原因为“没有原因”，解散期限为“永久”。
2007年，以出道当时的原始阵容，kyo、CIPHER、SEELA、Tetsu4人重新结成D'ERLANGER，开始活动。

## 逸事
团名由吉他手CIPHER命名，根据团员的说法，意思是法语的“淫靡的诱惑”。然而在法语大字典中并没有“ERLANGER”一词（D'从法语语法来看应是介词）。

和X JAPAN由于出道时期接近,不少成员曾有交集。 主唱kyo和鼓手Tetsu曾在SAVER TIGER与hide共事。 Tetsu和TAIJI也曾在Dead Wire共事。

和L'Arc~en~Ciel因是同公司的前后辈，也有很深的渊源。 比较有趣的是，yukihiro在还是ZI：KILL的鼓手时曾表示仰慕的前辈是D'ERLANGER的Tetsu。D'ERLANGER解散后Tetsu作为yukihiro的后继鼓手加入ZI：KILL，而yukihiro则和kyo一起组成了DIE IN CRIES。

## 影响
许多后辈视觉系乐队成员因深受他们影响而踏上音乐道路。yukihiro（L'Arc~en~Ciel）、hyde（L'Arc~en~Ciel）、INORAN（LUNA SEA）、樱井青（cali≠gari）、HISASHI（GLAY）、Die(DIR EN GREY)、Karyu（Angelo）、ミヤ（MUCC）、逹瑯（MUCC）等后辈音乐人（按年龄顺序排列）都曾公开表达过自己对D'ERLANGER的喜爱和憧憬。
戏剧化的解散和急遽短暂的活动时间，让其存在如海市蜃楼一般，因而又被称为“传说中的视觉系乐队”。虽然仅有两张大碟，但还是有不少人在解散后成为了它的乐迷。将该团吉他手CIPHER视为偶像的Die(DIR EN GREY)便是其一。Die在某次访谈中提到，他观看的第一场D'ERLANGER的LIVE是2007年在日比谷野外音乐堂举行的复活公演。

## 成员
- 主唱：kyo（磯野宏）1967年2月4日
- 吉他手：CIPHER（瀧川一郎）1968年1月5日
- 貝斯手：SEELA（中尾朋宏）1964年12月30日
- 鼓手：Tetsu（菊地哲）1969年2月22日

过去成員
- 宮平薫
- DIZZY（福井祥史）
- SHI-DO（宇野忠）

## 经历
1983年组成，当时成员为宫平薫（Vo）、瀧川一郎（CIPHER）（G）、中尾朋宏（SEELA）（B）、宇野忠（SHI-DO）（Dr）

1984年8月 STRAWBERRY FIELDS的主唱福井祥史（DIZZY）（Vo）加入

1987年10月 SHI-DO退团，菊地哲（Tetsu）（Dr）加入

1988年6月12日DIZZY退团）

1988年7月1日磯野宏（kyo）（Vo）加入

1990年1月24日出道

1990年11月19日解散

1990年12月24日发表解散消息

2007年于日比谷野外大音楽堂举行复活LIVE。（售票当日即全数售罄）

## 音乐作品

### 单曲
- Girl（1987年2月20日）
- DARLIN'（1990年1月21日）
- LULLABY －1990－（1990年9月5日）
- 柘榴 (2008年3月19日)

### 专辑
- LA VIE EN ROSE（1989年2月10日）
- BASILISK（1990年3月7日）
- MOON AND THE MEMORIES THE ETERNITIES LAST LIVE 1（1991年3月6日）
- MOON AND THE MEMORIES THE ETERNITIES LAST LIVE 2（1991年3月6日）
- LAZZARO（2007年3月14日）
- PANDORA（2007年3月14日）
- the price of being a rose is loneliness（2008年4月30日）
- a Fabulous Thing in Rose（2010年9月10日）
- #Sixx（2013年5月22日）
- Spectacular Nite -狂おしい夜について-（2015年4月22日）
- J'aime La Vie （2017年5月3日）

### TRIBUTE专辑
- D'ERLANGER TRIBUTE ALBUM～Stairway to Heaven～（2017年9月13日）

### 参与TRIBUTE专辑
| 发行日         | 专辑名称                                                               | 参与曲目   |
| -------------- | ---------------------------------------------------------------------- | ---------- |
| 2012年7月4日   | BUCK-TICK TRIBUTE ALBUM 「PARADE II ~RESPECTIVE TRACKS OF BUCK-TICK~」 | ICONOCLASM |
| 2013年12月18日 | hide TRIBUTE SPIRITS VII -ROCK SPIRITS-                                | 限界破裂   |

## 影像制品

### VHS
- an aphrodisiac （1989年10月15日、Danger Crue Records、BVT-1002）
- INCARNATION OF EROTICISM （1990年2月7日、BMG Victor、B38V-90006）
- 禁断の扉〜abstinences' door〜 （1990年10月3日、BMG Victor、BVVR-6）
- MOON AND THE MEMORIES…THE ETERNITIES/LAST LIVE （1991年3月1日、BMG Victor、BVVR-9）

### Laser Disc
- INCARNATION OF EROTICISM （1990年3月7日、BMG Victor）
- 禁断の扉〜abstinences' door〜（1990年10月3日、BMG Victor）
- MOON AND THE MEMORIES…THE ETERNITIES/LAST LIVE （1991年3月1日、BMG Victor）

### DVD
- INCARNATION OF EROTICISM （2001年5月23日、BMGファンハウス、BVBK-31004）
- 禁断の扉〜abstinences' door〜 （2001年5月23日、BMGファンハウス、BVBK-31005）
- MOON AND THE MEMORIES…THE ETERNITIES/LAST LIVE （2001年5月23日、BMGファンハウス、BVBK-31006）
- 薔薇色の視界 （2007年9月19日、cutting edge）

初回限定盤（CTBR-92049）通常盤（CTBR-92050）
- 薔薇色の人生 LA VIE EN ROSE （2008年12月10日、cutting edge）

初回限定盤 （CTBR-92052/3）通常盤 （CTBR-92054）
- 13E CROSS INTOXICATION （2009年11月11日、cutting edge、CTBR-92061）
- deep inside of You （2011年9月28日、cutting edge）

DVD+CD （CTBR-92074） DVD （CTBR-92075）
- ＃Sixx -Flick-（2013年12月18日、WARNER MUSIC JAPAN、WPBL-90265）

#### FAN CLUB限定DVD
- KIDS BLUE STANDING SPECIAL 2007 （2008年）
- KIDS BLUE STANDING SPECIAL 2008 （2009年）
- KIDS BLUE STANDING SPECIAL 2009 （2010年）
- KIDS BLUE STANDING SPECIAL 2010 （2011年）
- KIDS BLUE STANDING SPECIAL 2011 （2012年）
- KIDS BLUE STANDING SPECIAL 5ALUMINUM 2007～2011 （2012年、限定50个）
- KIDS BLUE STANDING SPECIAL 2012 （2013年）
- KIDS BLUE STANDING SPECIAL 2013 （2014年）
- KIDS BLUE STANDING SPECIAL 2014 （2015年）
- KIDS BLUE STANDING SPECIAL 2015 （2016年）
- KIDS BLUE STANDING SPECIAL 2016 （2017年）

### Blu-ray Disc
- Spectacular Nite -狂おしい夜について- TOUR 2015 FINAL at 赤坂BLITZ 20150614【Blu-ray＋2CD】（2015年11月4日、WARNER MUSIC JAPAN、WPZL-90083/5）

## 外部連結
- （日語）D'ERLANGER OFFICIAL SITE（页面存档备份，存于）
- （日語）D'ERLANGER｜Warner Music Japan（页面存档备份，存于）
- （日語）D'ERLANGER_OFFICIAL的X（前Twitter）
- （日語）D'ERLANGER_Official的Facebook專頁